# Basilique Notre-Dame-du-Rosaire de Lourdes
Cette  basilique n’est pas la seule basilique Notre-Dame-du-Rosaire.
La basilique Notre-Dame-du-Rosaire est une basilique catholique de style romano-byzantin, bâtie entre 1883 et 1889, située à Lourdes (Hautes-Pyrénées).
Elle est la seconde en date des trois basiliques de Lourdes, le plus important centre de pèlerinage des Hautes-Pyrénées et de France depuis les apparitions de Lourdes. Consacrée en 1901, elle est dite « basilique inférieure » pour la distinguer des basiliques respectivement désignées « supérieure » (basilique de l'Immaculée-Conception) et « souterraine » (basilique Saint-Pie-X), toutes trois faisant partie du complexe du Sanctuaire de Lourdes qui comprend encore l'église Sainte-Bernadette, dernier en date de ses lieux de culte et nombre de chapelles. Il faut noter, en outre, que Lourdes possède aussi en centre-ville une église paroissiale, l'église du Sacré-Cœur dont la construction a été lancée par l'abbé Dominique Peyramale, curé de Lourdes à l'époque des apparitions de la Vierge Marie à Bernadette Soubirous.
Située devant, et en contrebas de la première basilique, la basilique du Rosaire a été construite sur les plans de Léopold Hardy et consacrée en 1901 pour pallier le manque de place dans cette dernière, au regard du nombre croissant des pèlerins. Cependant elle se révéla elle-même insuffisante, ce qui décida une cinquantaine d'années plus tard les autorités ecclésiastiques à faire construire l'immense basilique souterraine Saint-Pie-X sous l'esplanade du Rosaire.
La basilique ferme à l'ouest la perspective de l'esplanade du Rosaire, qui commence à la porte Saint-Michel au débouché du pont sur le Gave. C'est le lieu naturel de convergence des processions. Contrairement à l'usage le plus habituel, les deux basiliques ont leurs façades tournées vers l'est, c'est-à-dire vers la ville et le château, orientation dictée par la disposition du terrain.

## Historique
La première basilique s'est rapidement avérée trop petite par rapport au nombre de pèlerins venant à Lourdes ; d'ailleurs, le bâtiment construit au-dessus du rocher de la grotte de Massabielle était d'accès peu aisé. C'est pourquoi le nouvel évêque de Tarbes, Mgr Langénieux comprit rapidement la nécessité de construire un nouveau lieu de culte : déjà reparti de Lourdes pour devenir archevêque de Reims, il présenta lui-même un projet en ce sens au pape Pie IX en février 1875. Ce fut le supérieur des chapelains de Lourdes, le Père Rémi Sempé, qui prit en main sa réalisation. Les premiers fonds provinrent du reliquat des souscriptions collectées pour la « Manifestation de foi et d'espérance » de 1872. La construction put se poursuivre grâce à l'arrivée de dons provenant de tout le monde catholique.
Les plans de l'édifice ont été réalisés par l'architecte Léopold Hardy. Après d'importants travaux de préparation du terrain, la première pierre du nouvel édifice, dédié à Notre Dame du Rosaire, fut bénite le 16 juillet 1883, date du 25e anniversaire de la dernière apparition de la Vierge Marie à Bernadette (lors de ses dix-huit apparitions, la Vierge avait toujours un chapelet dans ses mains, d'où le nom choisi pour l'édifice). Le gros œuvre fut achevé en 1889, et l'église, bénite le 7 juillet de cette année.
La décoration, tant intérieure qu'extérieure restait à faire : celle-ci devait illustrer les mystères du Rosaire, et pour ce faire, l'architecte avait à l'origine prévu des groupes sculptés, pour la vision desquels avaient été ouverts des jours au plafond des chapelles. Ce furent finalement de grands panneaux de mosaïque qui furent réalisés, à partir de 1894 par le célèbre mosaïste franco-italien Giandomenico Facchina suivant les cartons de plusieurs peintres différents ; la série ne fut terminée qu'en 1907. L'orgue construit par Aristide Cavaillé-Coll date de 1897.

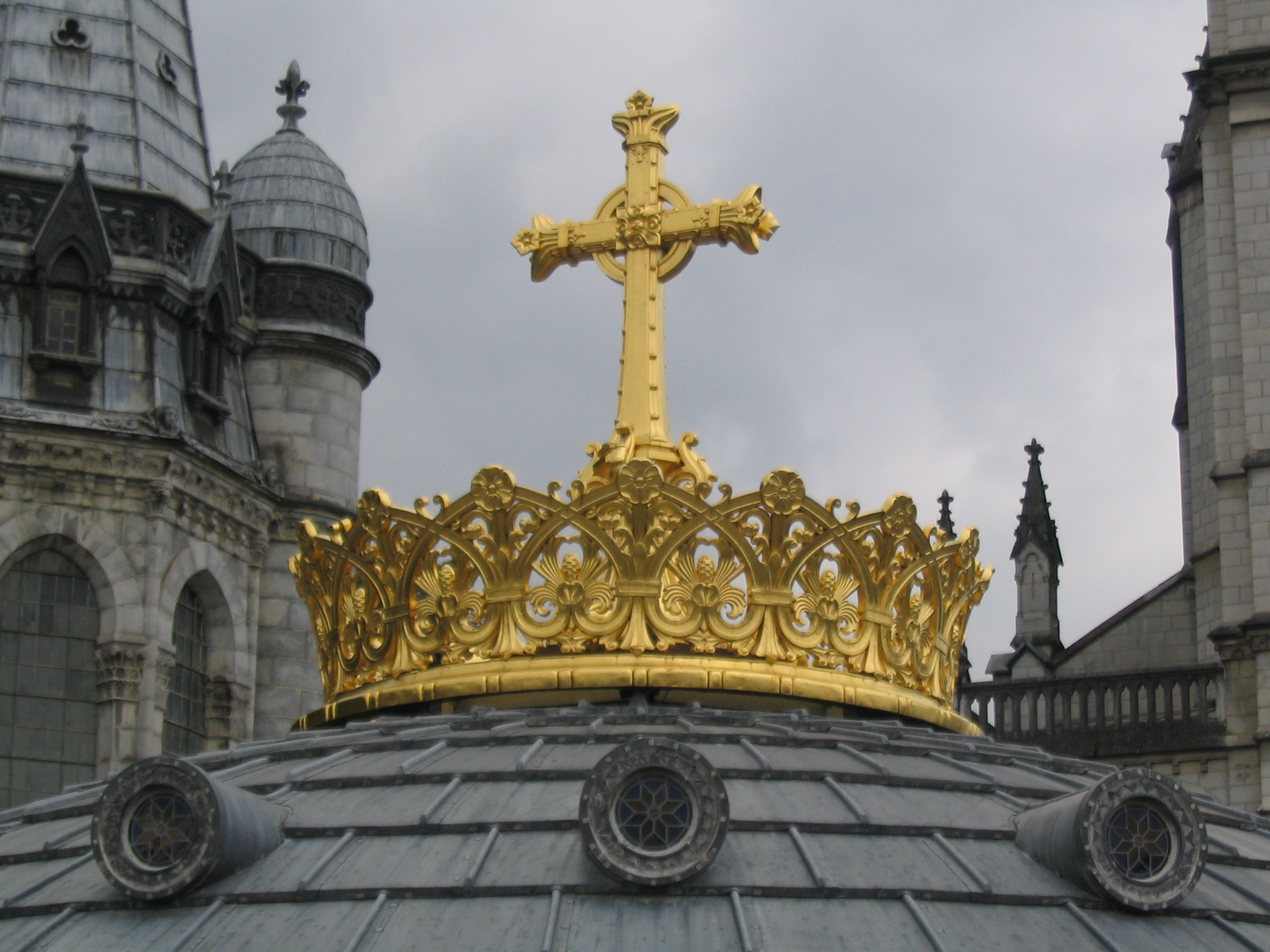
La croix et la couronne dorées surmontent la coupole.

Bien que l'édifice ne fût pas encore terminé — il y manquait en particulier des mosaïques —, celui-ci fut consacré par Mgr Langénieux, entre-temps devenu cardinal, le 6 octobre 1901 alors que le père Sempé venait de mourir. En 1907 furent terminés les deux clochetons encadrant la façade. La croix et la couronne surmontant la coupole furent installées en 1923 et dorées cinq ans plus tard.
L'église reçut le titre de basilique mineure en 1926. En 1995, l’État Français inscrit à l'inventaire des monuments historiques la basilique ainsi que différents édifices du sanctuaire de Lourdes.
Les dégradations dues au temps furent la cause d'une restauration d'ensemble dans les premières années du XXIe siècle. En particulier les mosaïques avaient souffert d'infiltrations d'humidité. Des travaux d’étanchéité du dôme et des rampes ont été nécessaire avant la restauration des mosaïques, et la restauration du chœur de la basilique. Les travaux ont duré une quinzaine d'années et ont coûté dix millions d'euros. La restauration des mosaïques, de 2003 à 2005 s'est faite sous la direction de Michel Patrizio.
La décoration extérieure de la façade fut rehaussée par des mosaïques de l'atelier romain du père Marko Ivan Rupnik, jésuite slovène, elles furent inaugurées le 8 décembre 2007. À la suite des révélations des abus sexuels sur des femmes par Marko Ivan Rupnik, le conseil d’orientation du sanctuaire de Lourdes s'interroge sur le devenir de ces mosaïques de mars 2023 à juin 2024,,, Jean-Marc Micas, évêque du lieu, annonce le 2 juillet 2024 « qu’il faudra un jour les enlever parce qu’elles empêchent Lourdes d’atteindre toutes les personnes à qui le message du sanctuaire est destiné », mais que dans l'immédiat, l'éclairage nocturne les mettant en valeur sera éteint.

## Description

### Architecture
L'architecte choisi, Léopold Hardy, devait tenir compte de multiples contraintes, et en particulier celle de ne pas occulter la basilique de l'Immaculée-Conception. L'édifice, de style romano-byzantin présente une forme en croix grecque avec une superficie de 2 000 m2 lui donnant une capacité d'accueil de 1 100 personnes.

### Le parvis

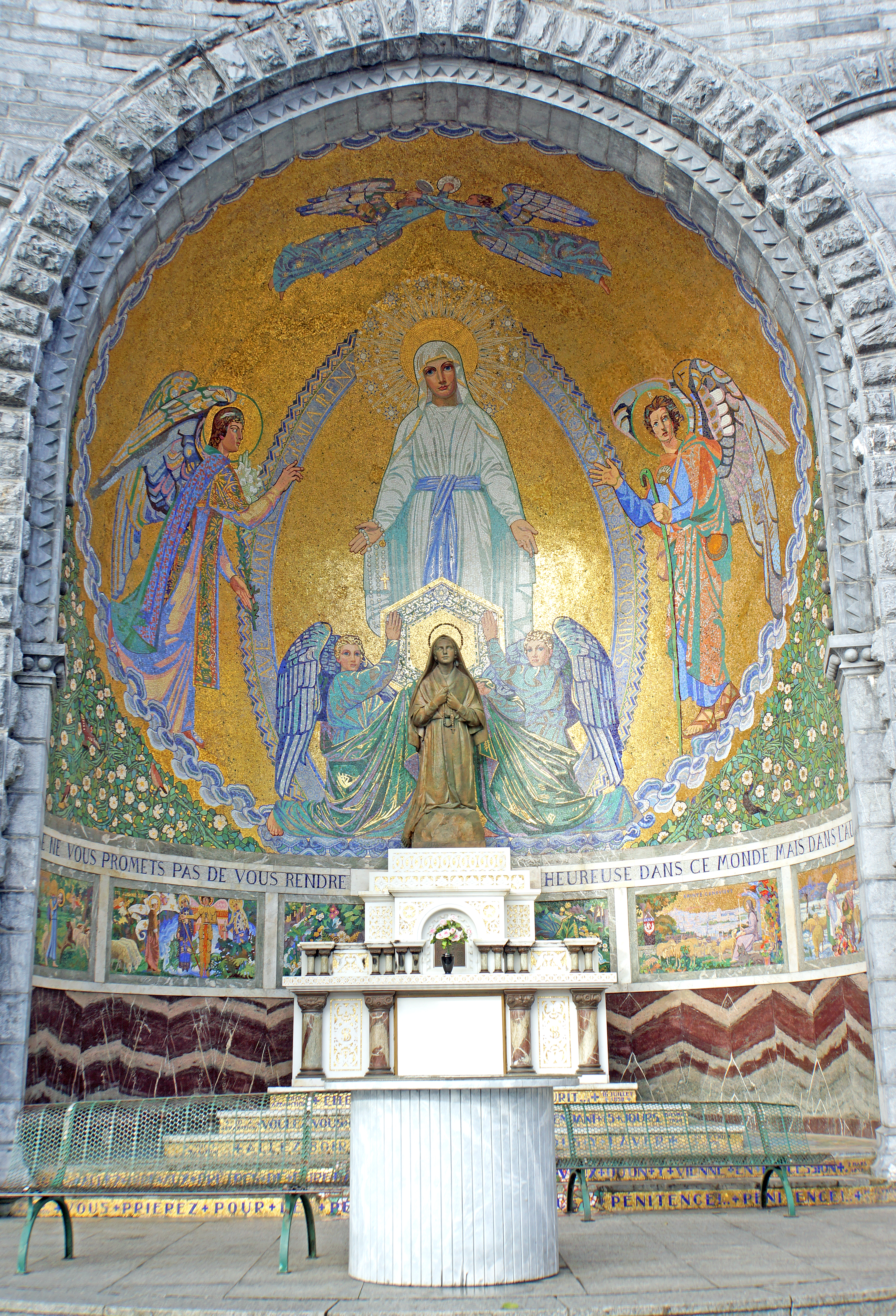
Chapelle de sainte Bernadette. Mosaïque d'Edgard Maxence.

Vers l'extérieur, la basilique s'ouvre sur une vaste esplanade (dite « Esplanade du Rosaire ») pouvant rassembler quelque 80 000 visiteurs, encadrée par deux rampes d'accès en hémicycle supportées par des structures en arcades permettant de gagner la basilique de l'Immaculée Conception, située au-dessus et à laquelle mènent également des escaliers situés de chaque côté de la façade de la basilique inférieure, ainsi que sa crypte.
Les rampes d'accès à la basilique supérieure, les arcades et les escaliers, ont été réalisés selon les plans de Jean-Marie Lacrampe, architecte de la ville de Lourdes. Rampes, arcades et escaliers sont disposés de façon symétrique par rapport à l'esplanade ; mais si les arcades situées du côté du Gave de Pau sont ouvertes à la circulation des fidèles qui se rendent à la source, à la grotte ou aux piscines, celles qui sont du côté opposé (vers la montagne) encadrent trois chapelles semi-circulaires en forme d'absides à cul-de-four creusées dans le rocher. Ces chapelles ont été affectées au culte bien après la basilique.
La plus proche de l'église est consacrée à Notre-Dame de Guadalupe, évoquant le plus important site marial d'Amérique (à Mexico).
La deuxième est dédiée à sainte Bernadette et décorée d'une grande mosaïque sur fond doré, dessinée par Edgard Maxence figurant la Vierge entourée d'anges ; une statue de Bernadette est située au bas et d'autres saintes bergères sont évoquées dans des tableaux en bas du panneau principal : de gauche à droite sainte Solange, sainte Jeanne d'Arc, sainte Geneviève et sainte Germaine de Pibrac.
La troisième est consacrée à saint Pascal Baylon ; en raison de sa grande dévotion pour l'Eucharistie, le pape Léon XIII l'avait désigné en 1897 comme patron des Congrès eucharistiques ; sa statue est y exposée.
Les arcades supportent des statues datant des années 1910 à 1914, de bas en haut et symétriquement disposées par rapport à l'axe du parvis donc se faisant face deux à deux de façon lointaine : au niveau du parvis, et encadrant l'entrée vers la basilique, saint Pierre et saint Paul ; réparties le long des grandes rampes d'accès à la crypte et à la basilique supérieure, en partant du bas vers le haut : saint Martin et saint Rémi, saint Louis-Marie Grignion de Montfort et saint Vincent de Paul, sainte Anne et saint Joachim, saint Hyacinthe et saint Bernard, enfin saint Jean Baptiste et saint Jean l'Apôtre, tous ayant un rapport avec la vie de la Vierge ou avec sa dévotion.

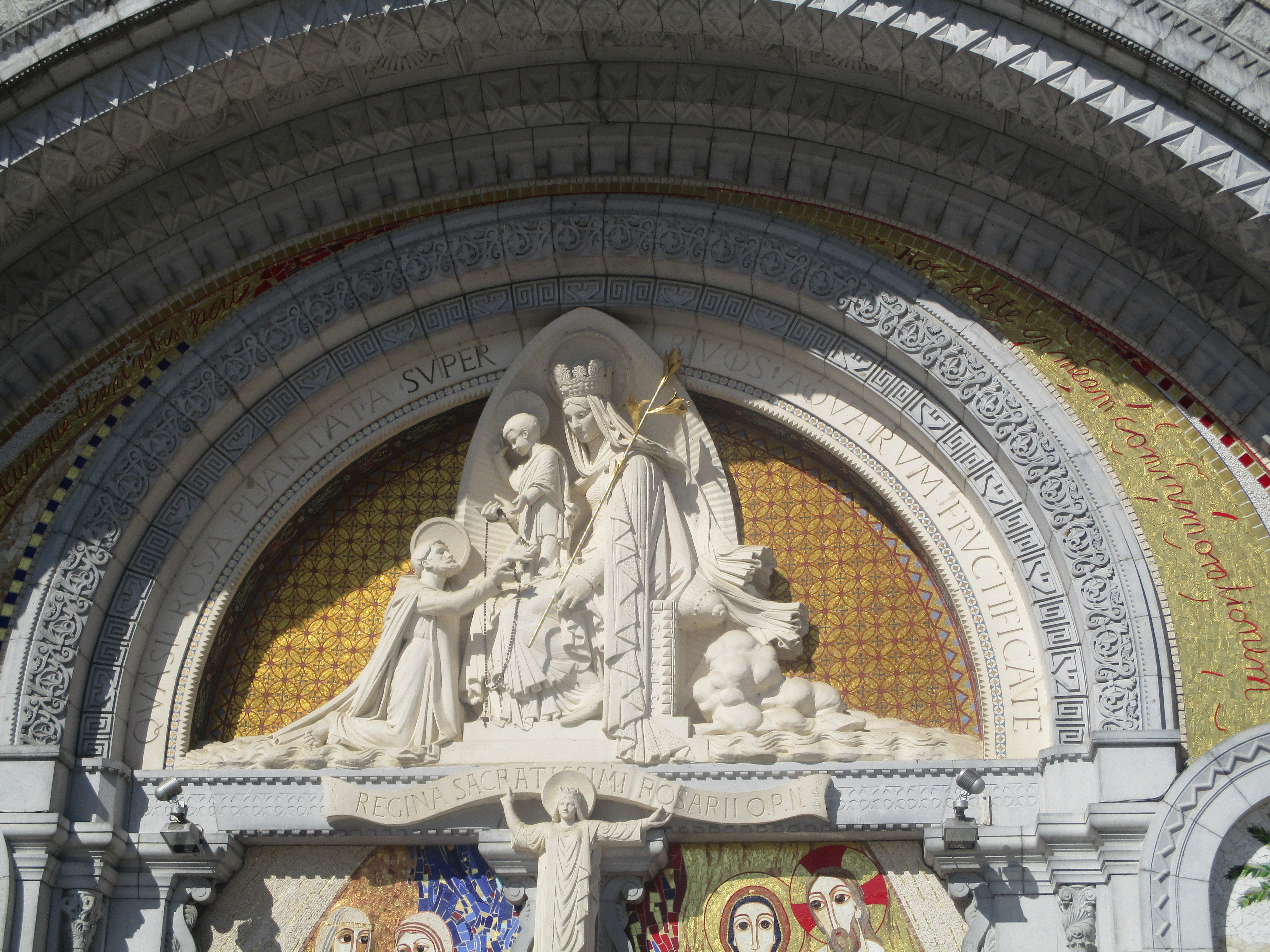
Henri-Charles Maniglier, La Vierge remettant le rosaire à saint Dominique (1890), tympan du portail principal.

Le tympan du portail d'entrée de la basilique est orné d'un haut-relief en pierre blanche, œuvre d'Henri-Charles Maniglier, figurant La Vierge remettant le rosaire à saint Dominique (1890). Cette œuvre a été offerte par l'architecte.

### L'église

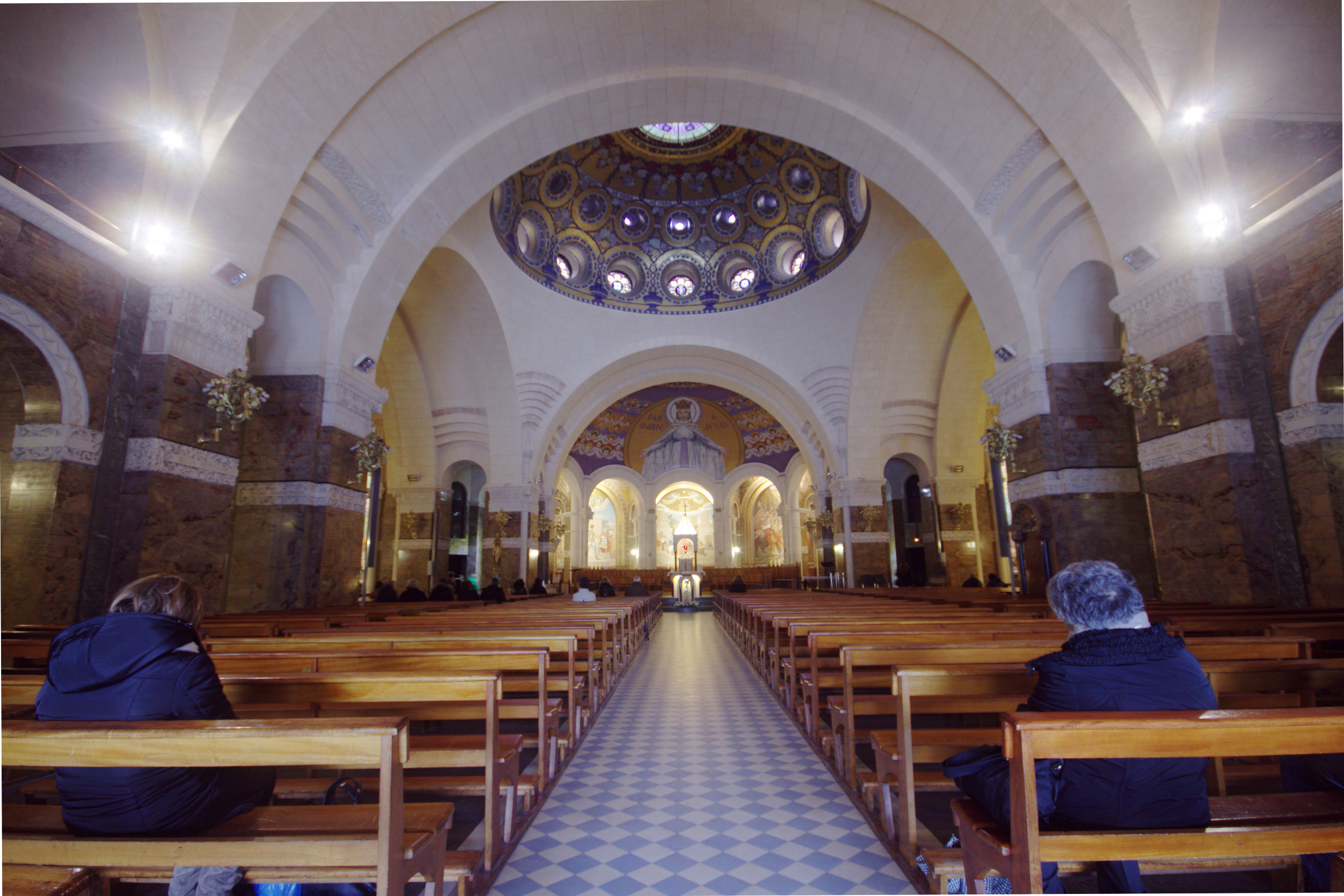
Nef et chœur de la basilique Notre-Dame-du-Rosaire.

De style romano-byzantin, son plan est en forme de croix grecque et permet d’accueillir 1 500 fidèles sur une surface au sol de 2 000 m2.
Autour de la coupole centrale, les deux bras du transept et le chœur sont percés chacun de cinq chapelles rayonnantes ornées de mosaïques réalisées par Giandomenico Facchina, dont une partie en émaux de Briare, qui aident à méditer les quinze Mystères du Rosaire (plus précisément, de la gauche vers la droite, les mystères joyeux, douloureux, glorieux).

#### Les mosaïques

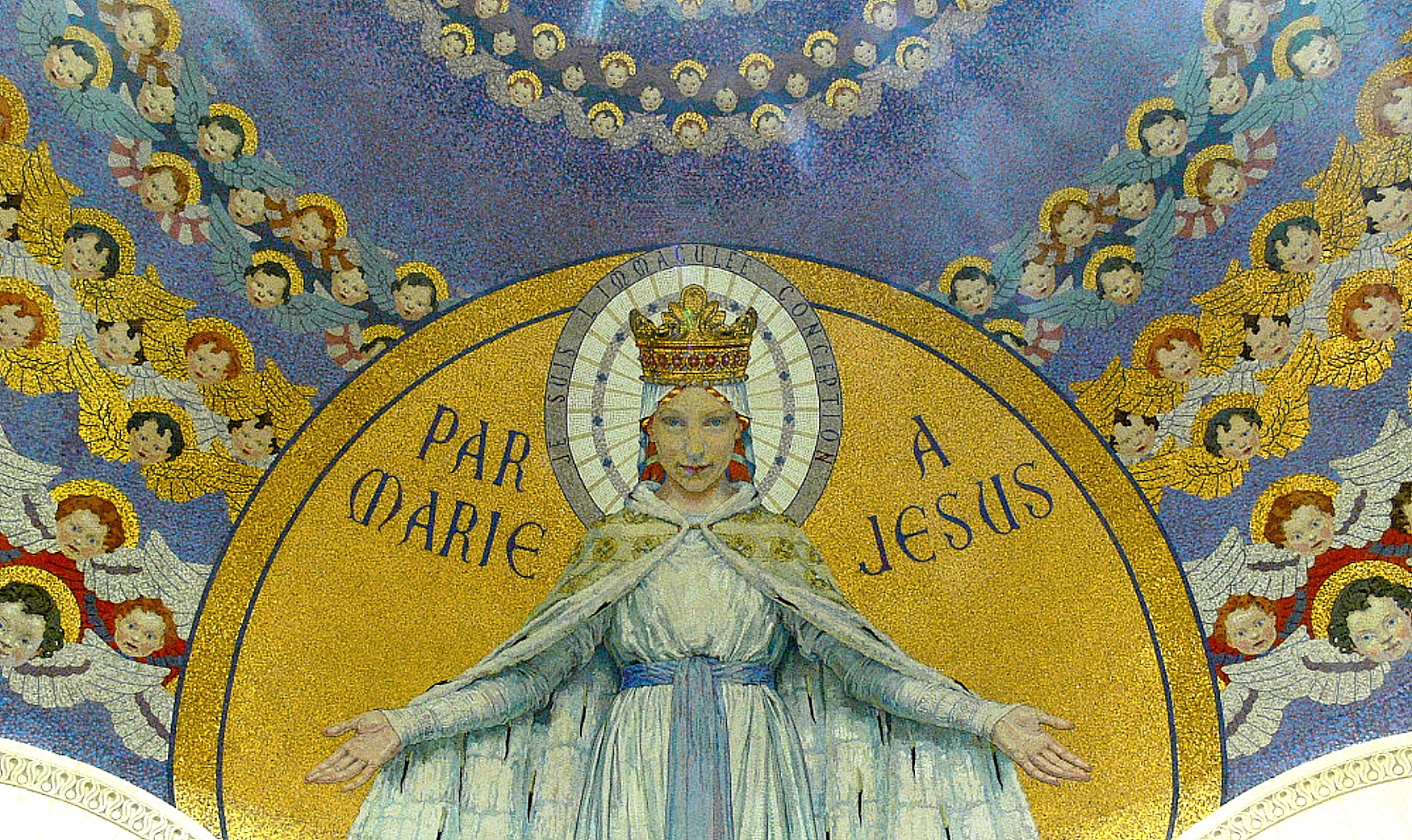
Détail de la mosaïque de la Vierge par Edgard Maxence, chœur de la basilique Notre-Dame-du-Rosaire.

À peu près dépourvue de vitrages du fait de son emplacement et de sa configuration, la basilique possède en revanche un exceptionnel ensemble de mosaïques sur plus de 2 000 m2 de surface.

##### Mosaïque du chœur
La Vierge Marie est figurée sur une mosaïque monumentale décorant la voûte en cul-de-four du chœur, dont le dessin est dû à Edgard Maxence ; entourée de nombreux anges, bras ouverts, elle présente un geste d'accueil aux pèlerins, accompagnée de la devise qui manifeste son intercession : « Par Marie à Jésus ».

##### Mosaïques des chapelles
Les cartons des grandes mosaïques décorant les quinze chapelles rayonnantes dédiées chacune à l'un des mystères du Rosaire ont été dessinés par Melchior Doze, Maxime Grellet, Louis Édouard Fournier, Felip Masó i de Falp, Edgard Maxence, Eugenio Cisterna et Joseph Wencker sur une période de treize années, ce qui justifie leur variété de styles. Chacune d'elles couvre 104 m2 et a coûté 30 000 francs.
La plupart des mosaïques adoptent le même schéma structurel fixé dès 1894 par Melchior Doze pour la Nativité : le tableau principal, sous l'arcade principale délimitant la chapelle, est divisé en une partie inférieure représentant la scène terrestre et une partie supérieure symbolisant la scène céleste avec Dieu et les anges. Au-dessus de la scène principale sont représentés des personnages bibliques et des symboles en relation avec elle. Sur l'arcade principale, sous le tableau, de part et d'autre de l'autel, et aux endroits appropriés apparaissent également des textes tirés des Écritures Saintes, de la liturgie…
- Chapelles du bras gauche du transept, du côté nef au côté chœur :

Les mystères joyeux, épisodes de l'enfance du Christ, sont tirés des évangiles de Saint Luc et Saint Matthieu :
1. L'Annonciation - Lc 1,26-38.
2. La Visitation - Lc 1,39-56.
3. La Nativité - Lc 2,1-20 et Mt 2,22-38.
4. La présentation au Temple - Lc 2,22-38.
5. Jésus parmi les Docteurs - Lc 2,41-50.

Les Mystères joyeux
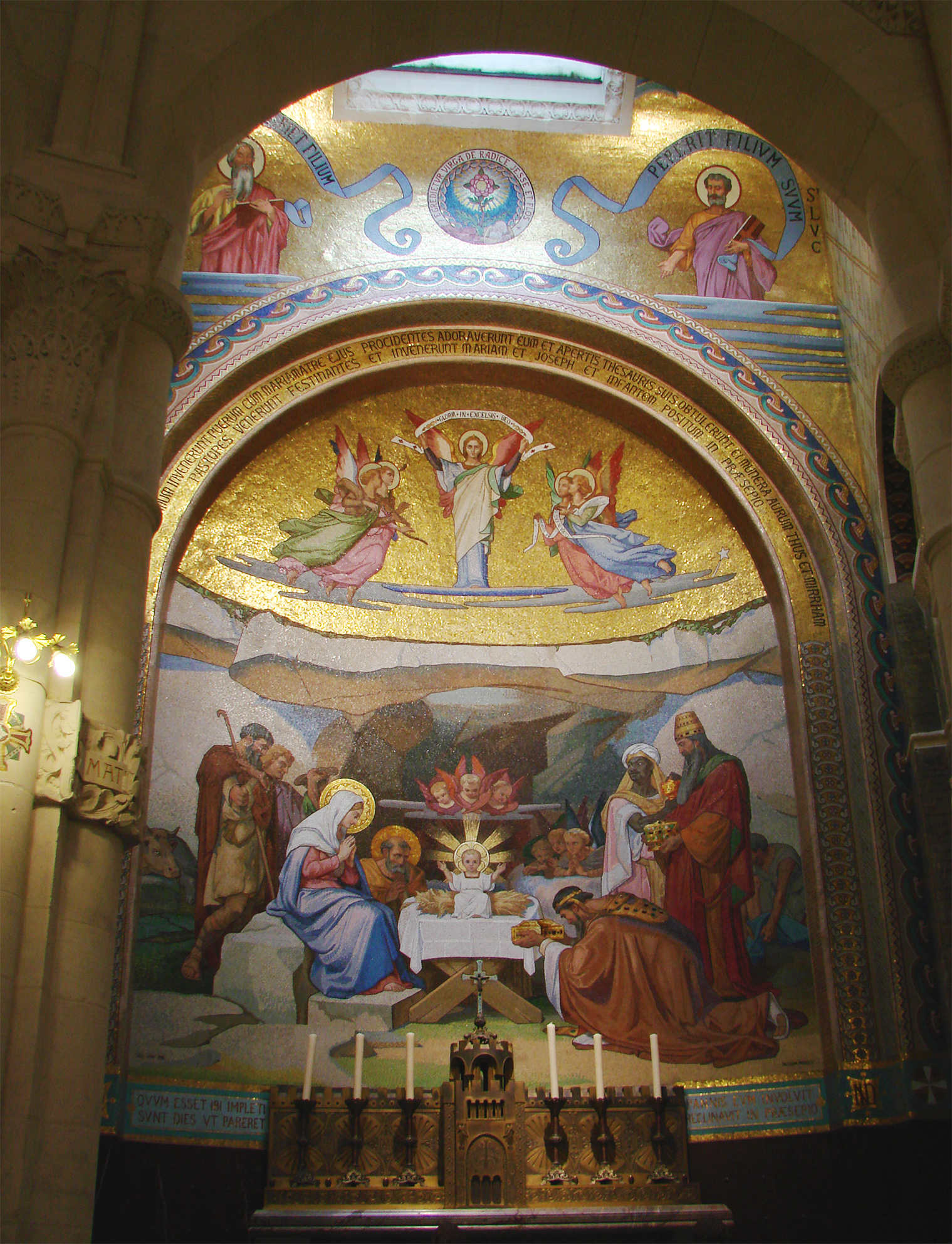
Melchior Doze, La Nativité (1894).
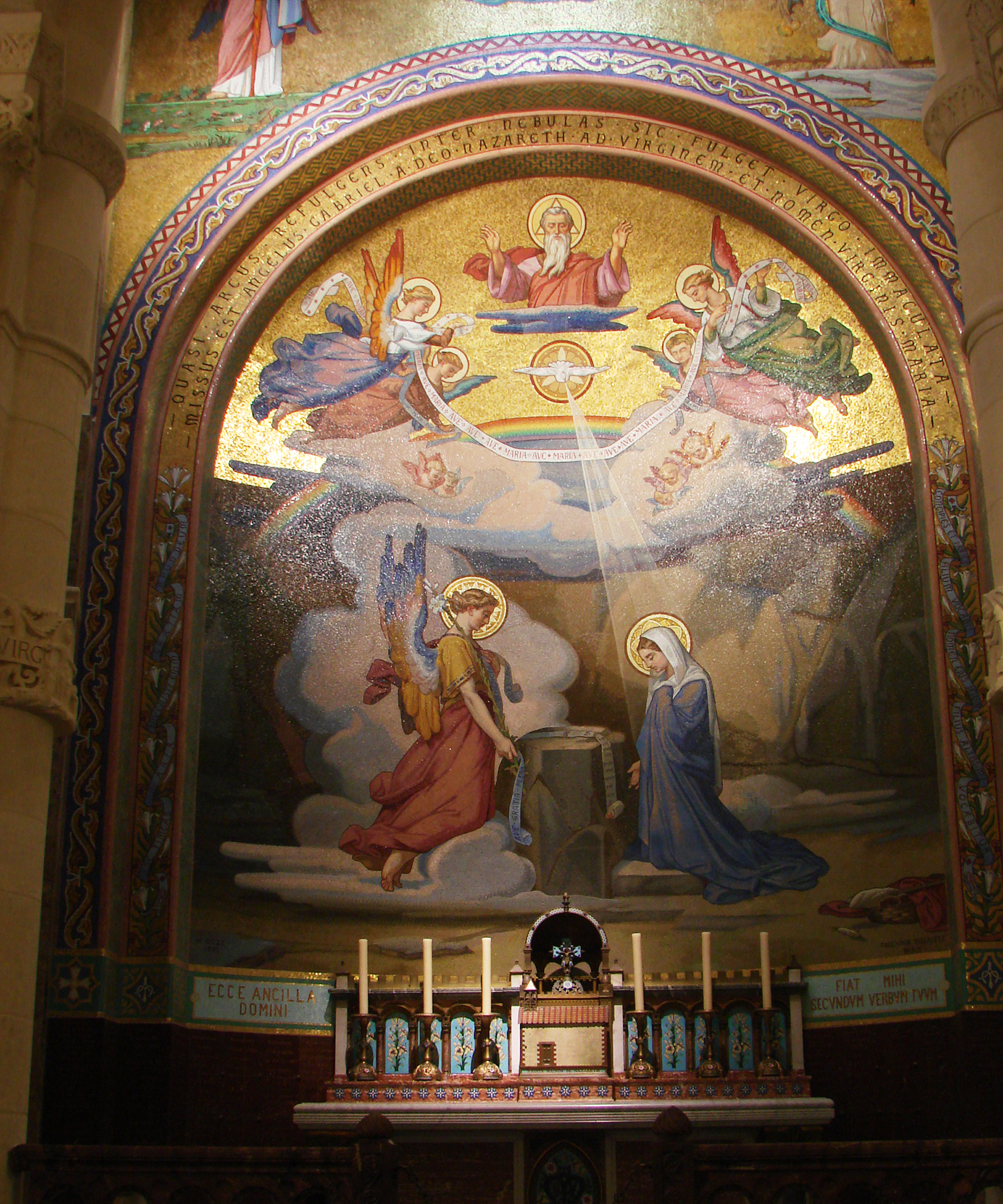
Melchior Doze, L'Annonciation (1896).
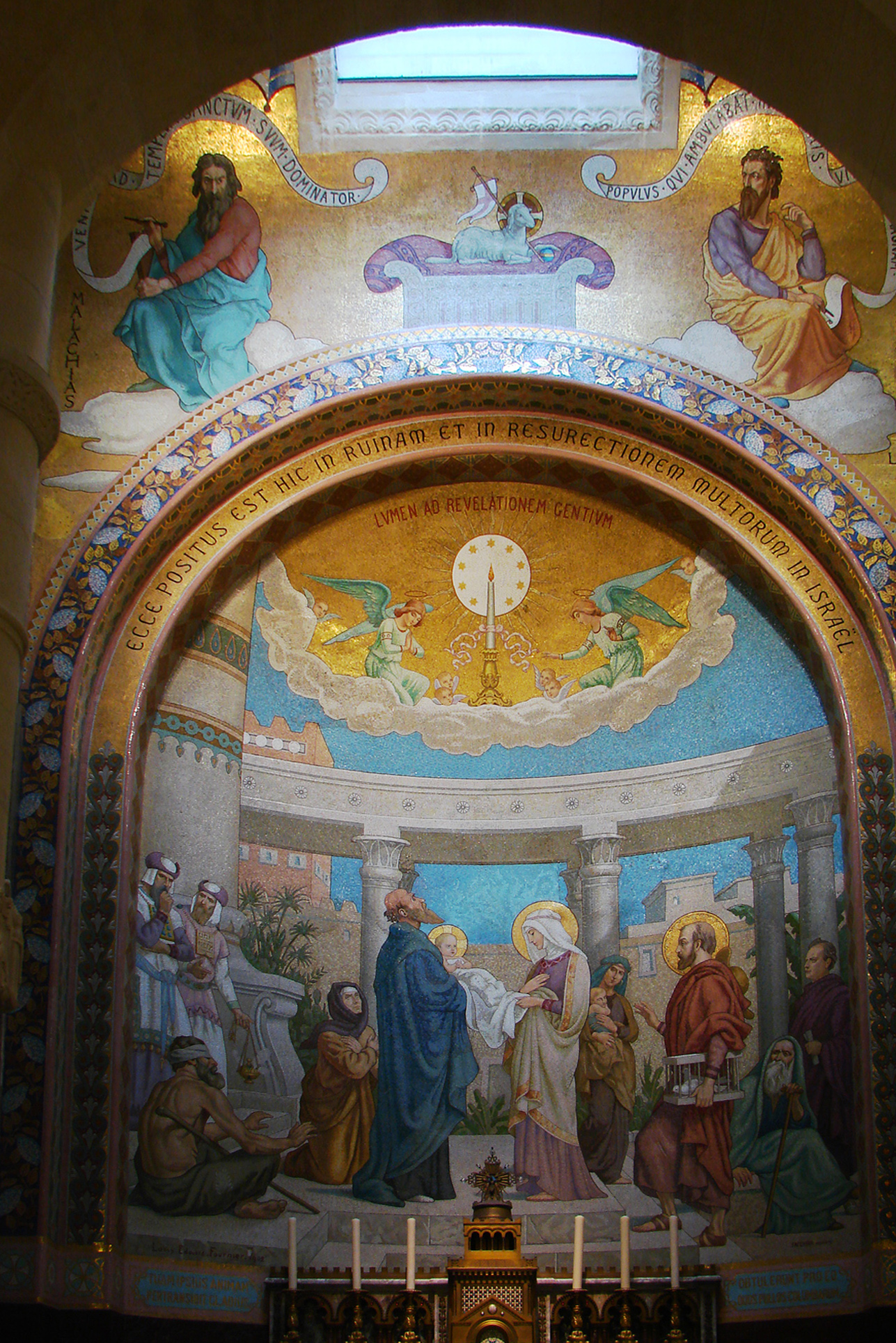
Louis Édouard Fournier, La Présentation au Temple (1902).
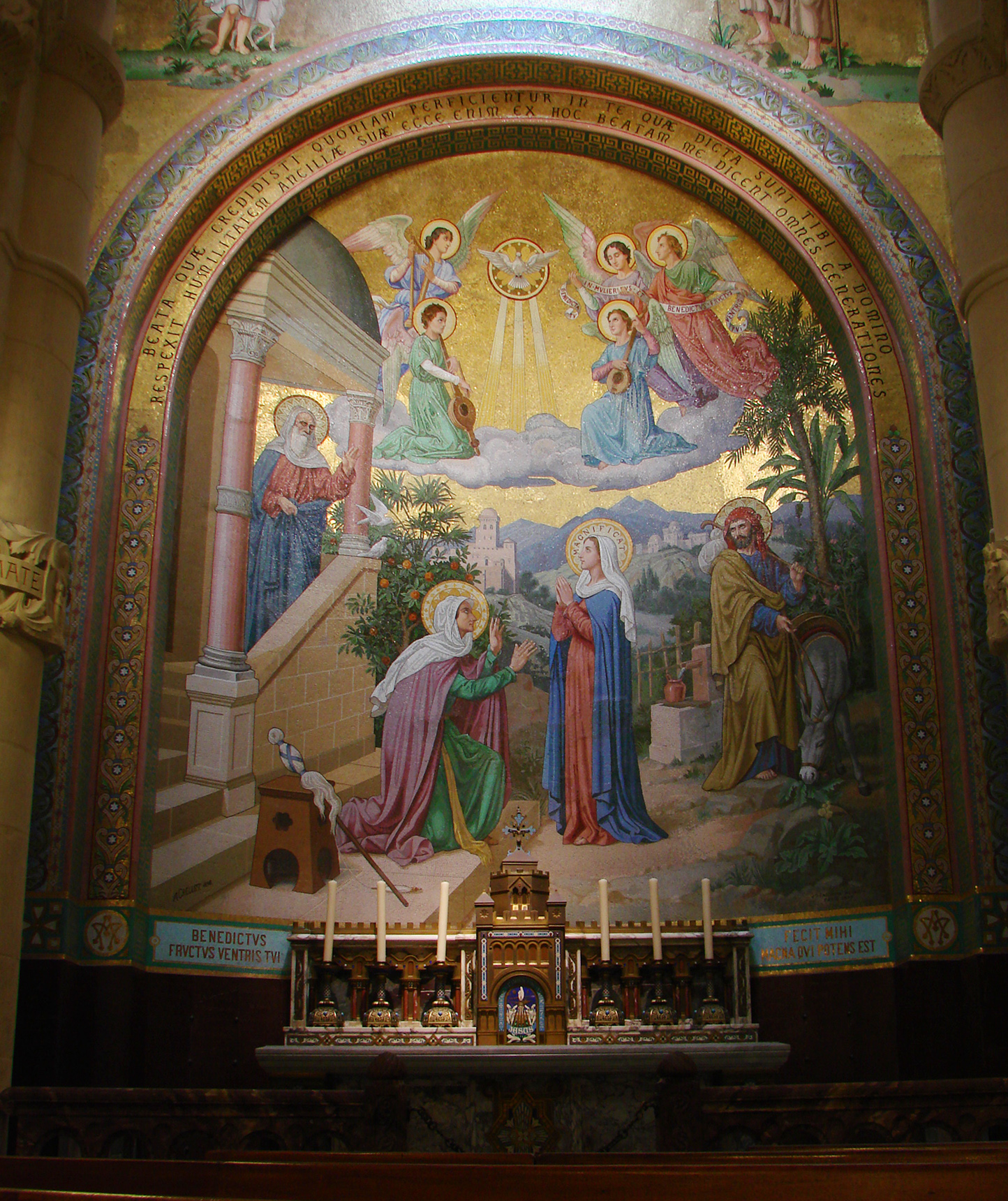
Maxime Grellet, La Visitation (1903).
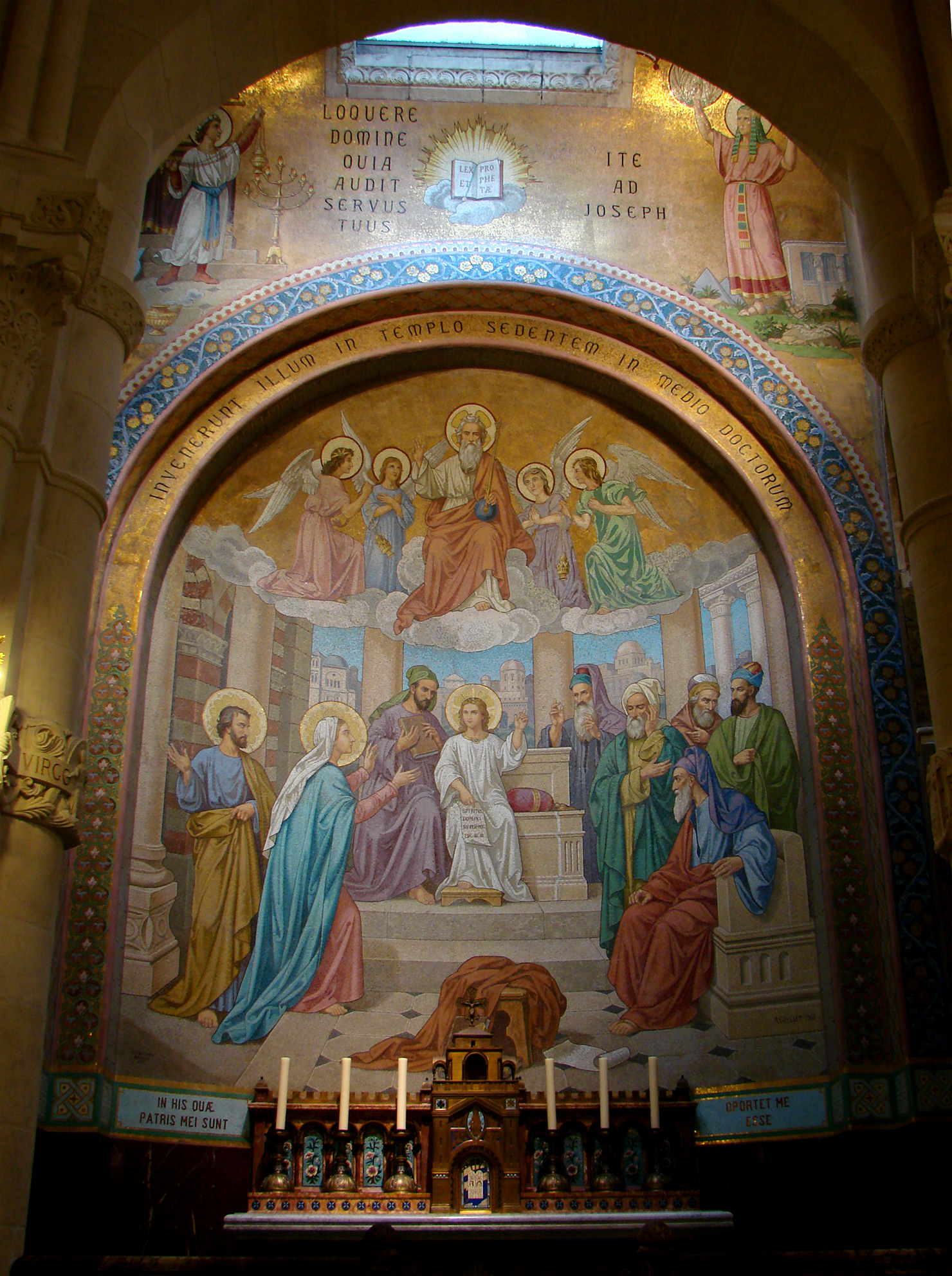
Maxime Grellet, Jésus parmi les Docteurs (1907).

- Chapelles du chœur, de gauche à droite :

Les mystères douloureux sont tirés de scènes de la Passion du Christ :
1. L'agonie au Mont des Oliviers - Mt 26,36-44 - Mc 14,32-40 - Lc 22,39-46.
2. La flagellation - Mt 27,26 - Mc 15,15 - Jn 19,1.
3. Le couronnement d'épines - Mt 27,27-31 - Mc 15,16-20 - Jn 19,2-3.
4. Le portement de croix - Mt 27,32 - Mc 15,21 - Lc 23,26-31 - Jn 19,17.
5. La Crucifixion - Mt 27,33-50 - Mc 15,22-37 - Lc 23,33-46 - Jn 19,18-30.

Les Mystères douloureux
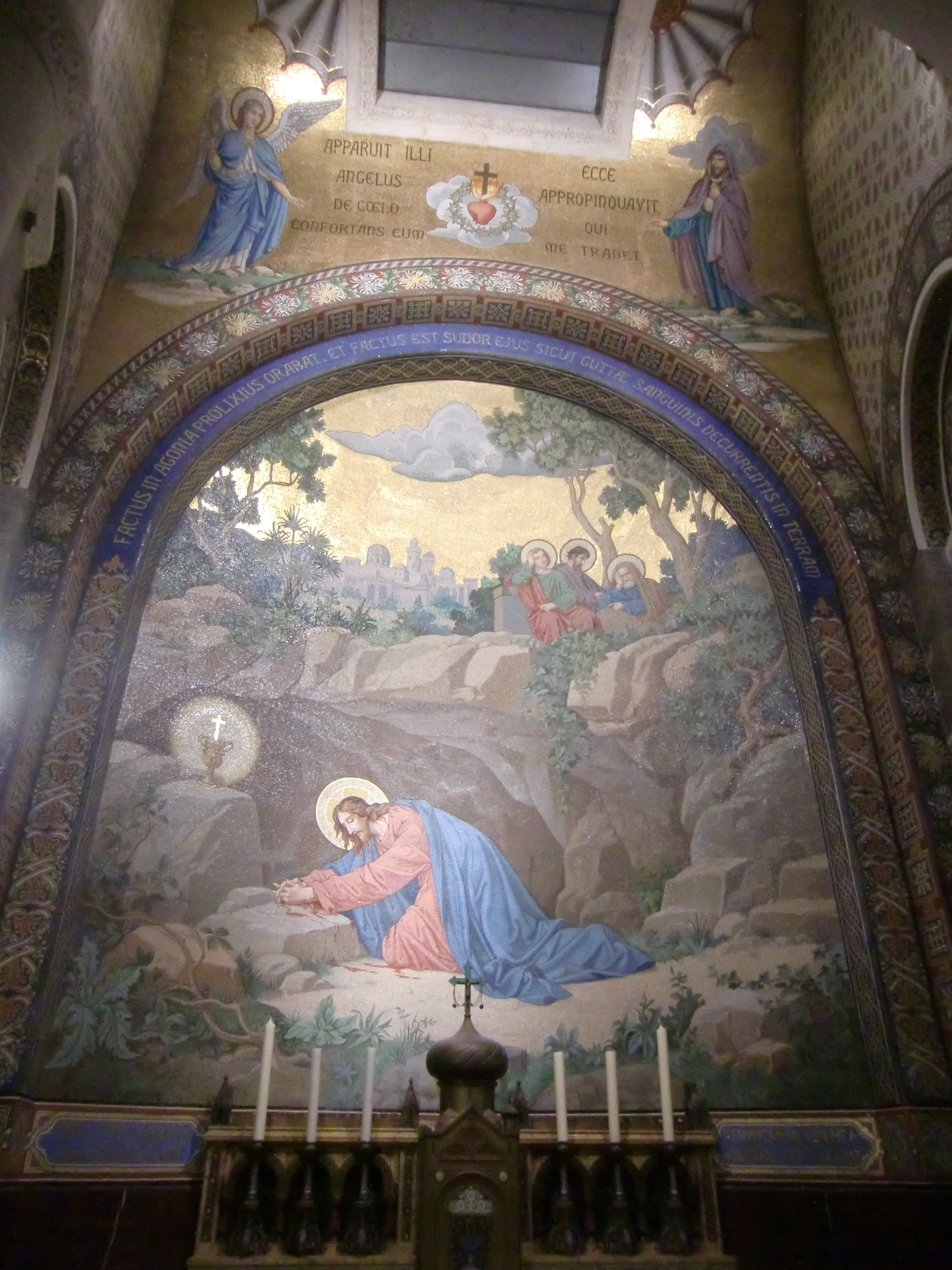
Maxime Grellet, L'agonie au Mont des Oliviers (1899).
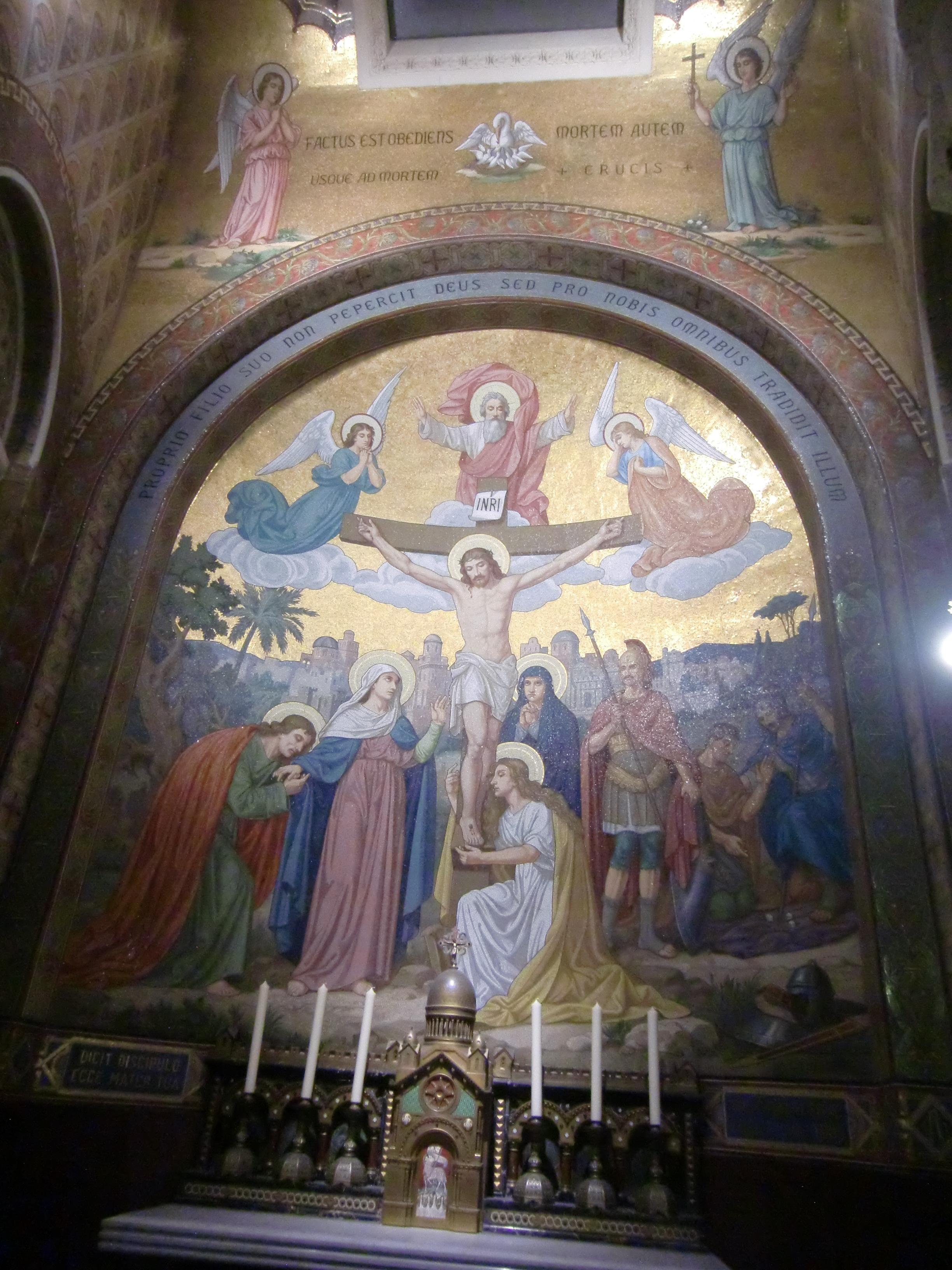
Maxime Grellet, La Crucifixion (1901).
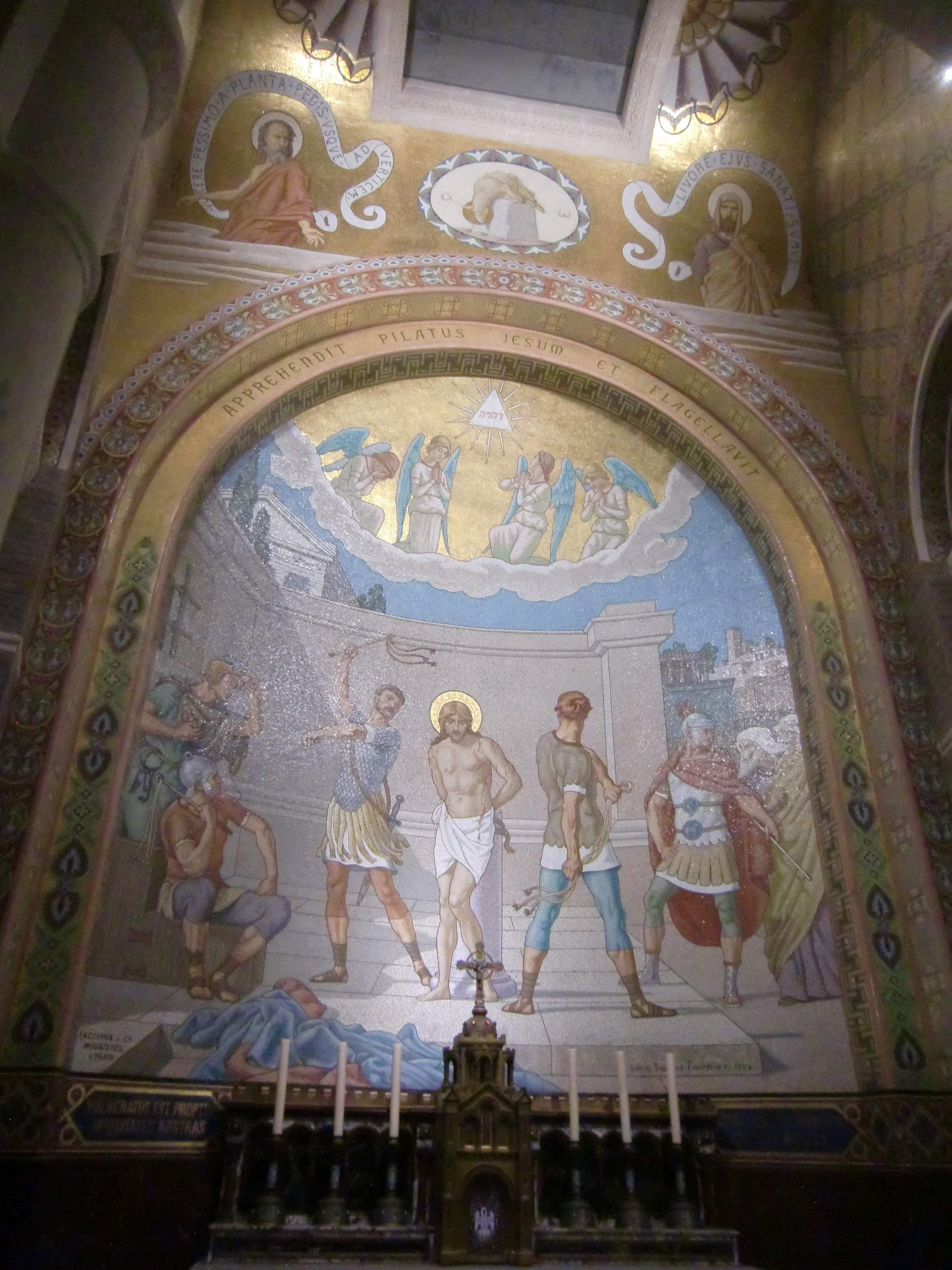
Louis Édouard Fournier, La Flagellation (1904).
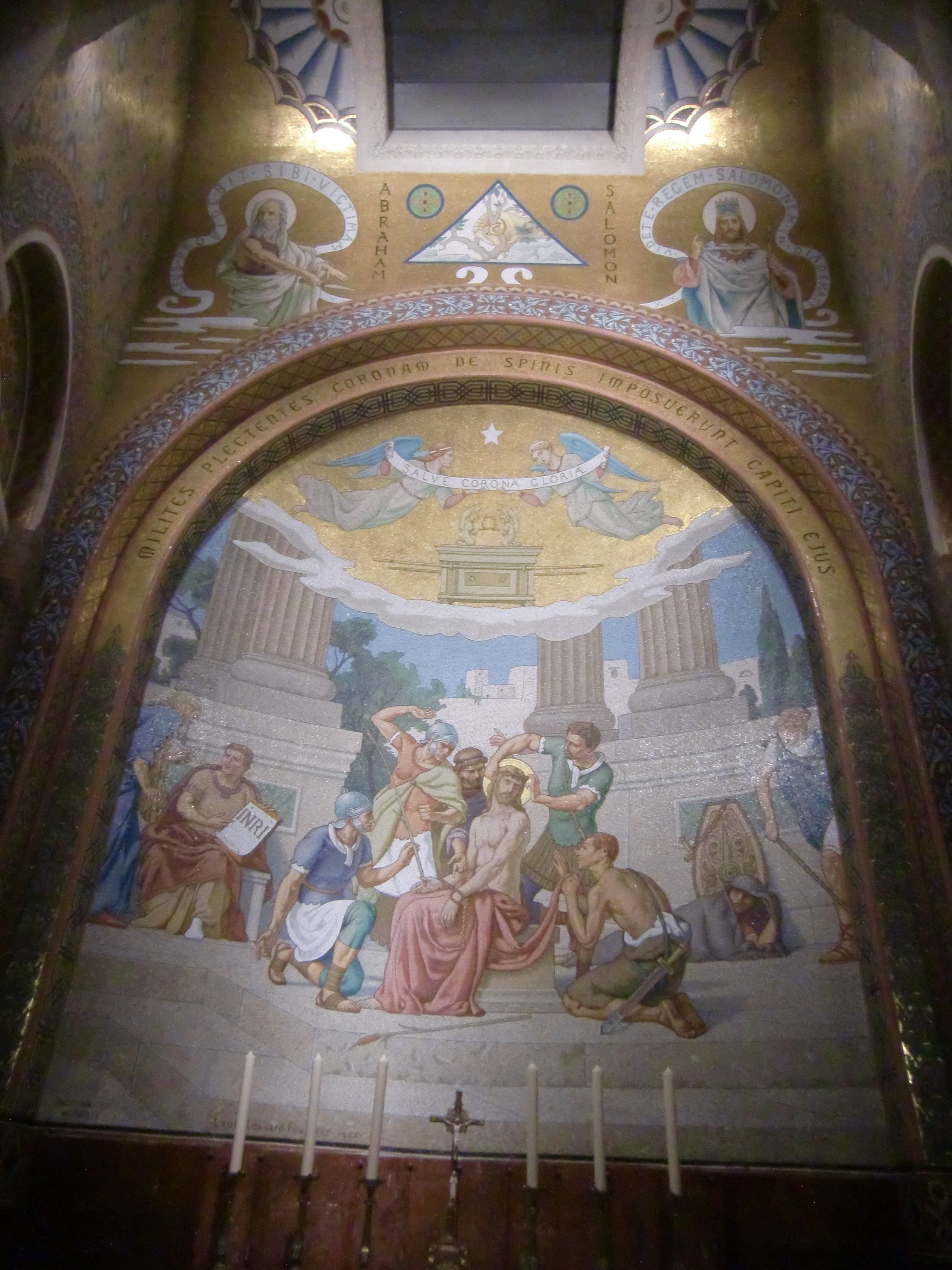
Louis Édouard Fournier, Le Couronnement d'épines (1905).
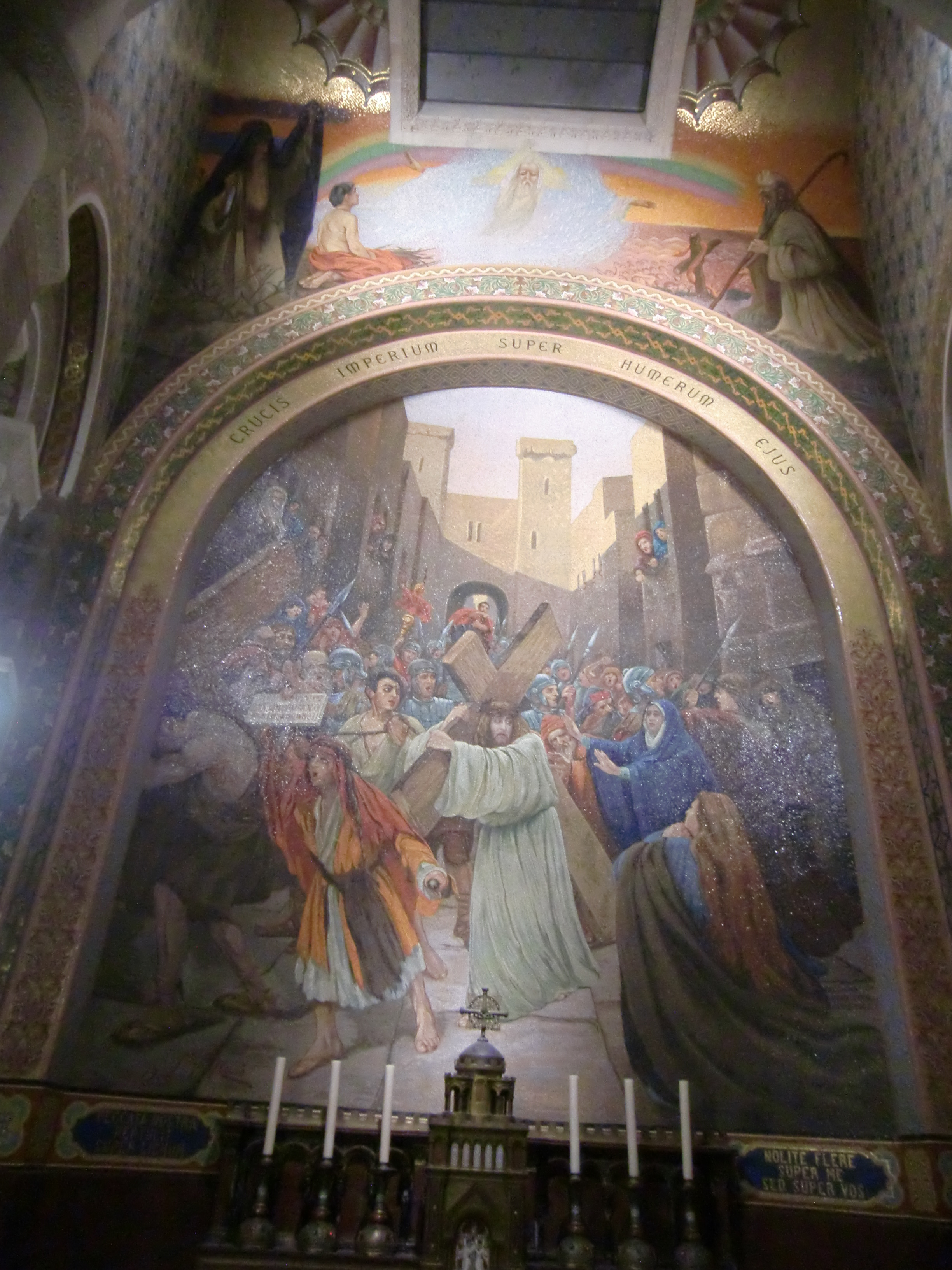
Felip Masó i de Falp, Le Portement de croix (1907).

- Bras droit du transept, de gauche à droite :

Les mystères glorieux sont des événements commençant à la Résurrection du Christ.
1. La Résurrection - Mt 28,1-10 - Mc 16,1-11 - Lc 24,1-12 - Jn 20,1-18.
2. L' Ascension - Mc 16,19 - Ac 1,9-11
3. La Pentecôte - Ac 2,1-4.
4. L'Assomption de la Vierge - n'est pas rapportée par les textes canoniques reconnus par l'Église, mais par une tradition séculaire devenue, en ce qui concerne l'Assomption, dogme depuis sa proclamation par le pape Pie XII le 1er novembre 1950 par la constitution apostolique Munificentissimus Deus.
5. Le Couronnement de la Vierge - n'est pas rapporté par les textes canoniques reconnus par l'Église, mais une évocation peut en être trouvée au chapitre 12 du Livre de l'Apocalypse : « Un grand signe parut dans le ciel : une femme enveloppée du soleil, la lune sous ses pieds, et une couronne de douze étoiles sur sa tête » : la Femme de l'Apocalypse est traditionnellement assimilée à la Vierge Marie.

Les Mystères glorieux
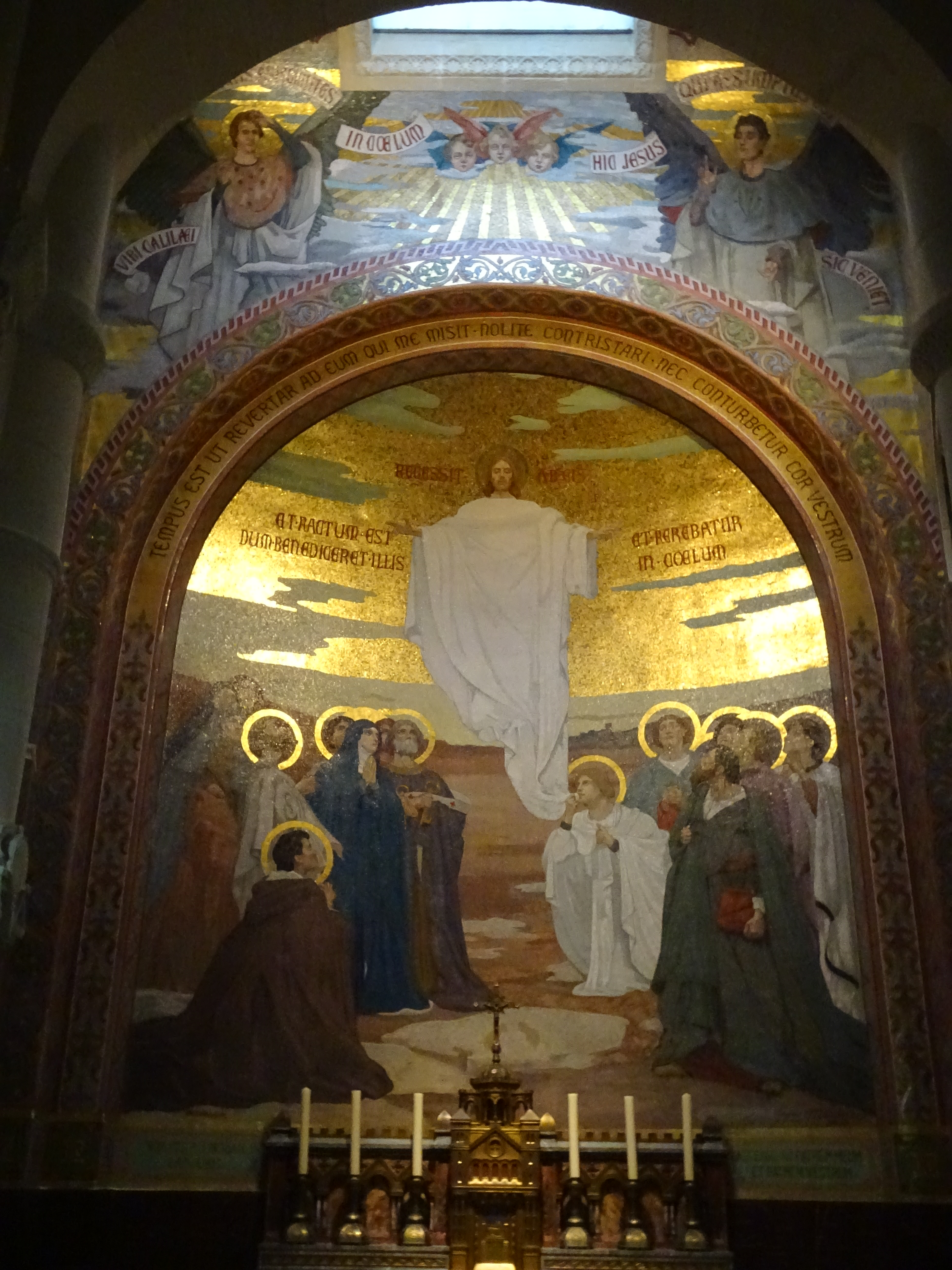
Edgard Maxence, L'Ascension (1899).
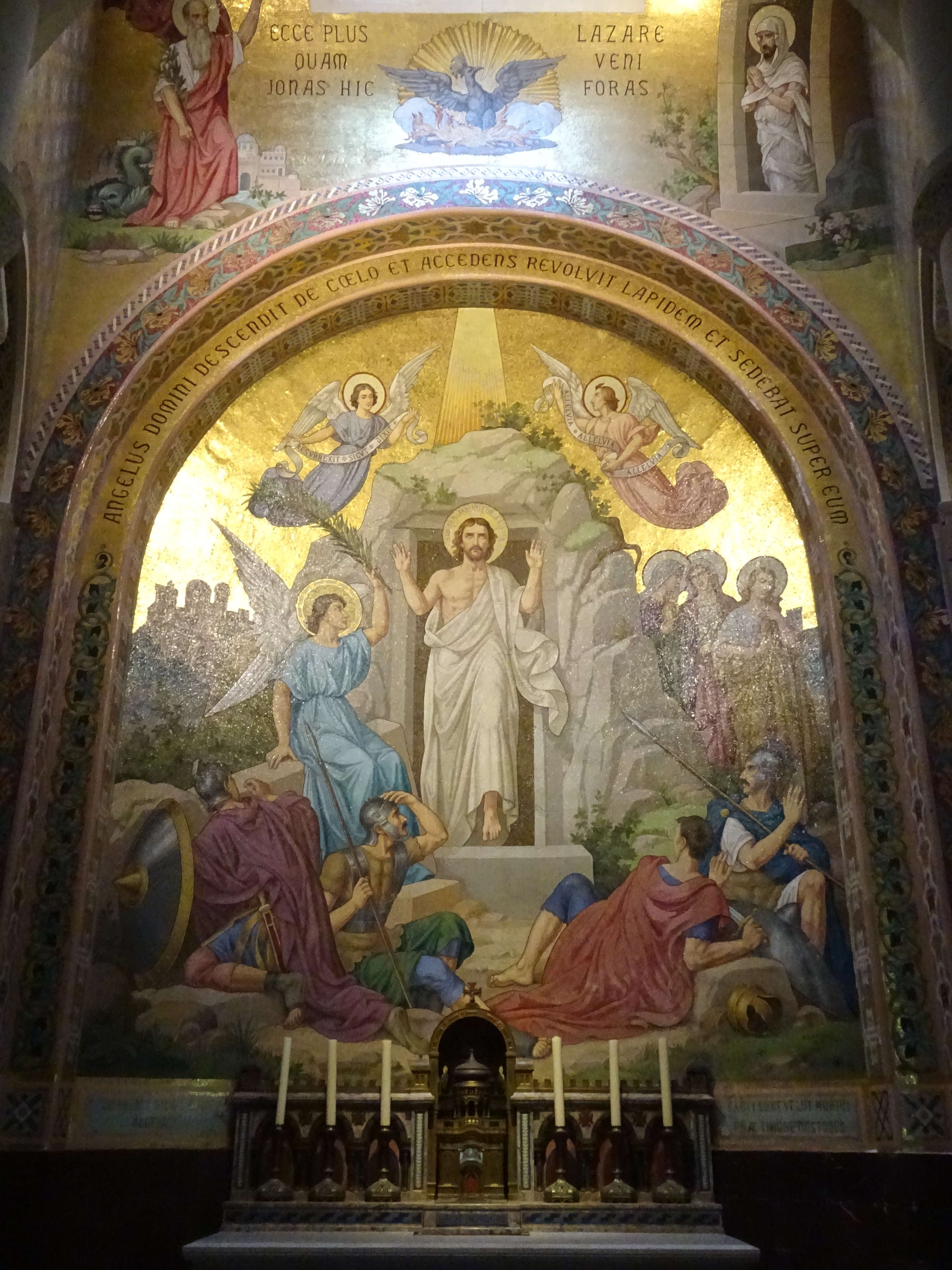
Maxime Grellet, La Résurrection (1902).
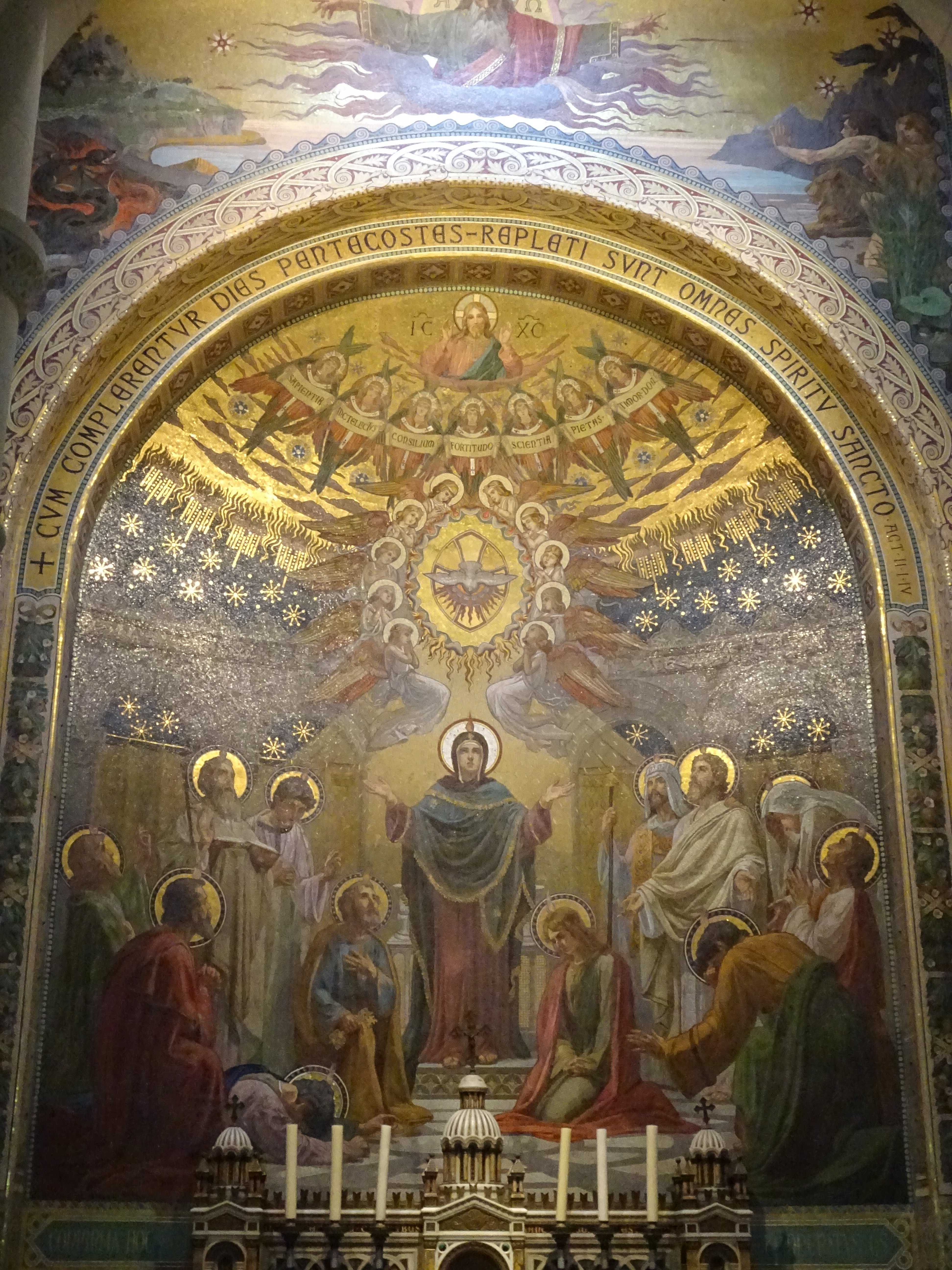
Eugenio Cisterna, La Pentecôte (1903).
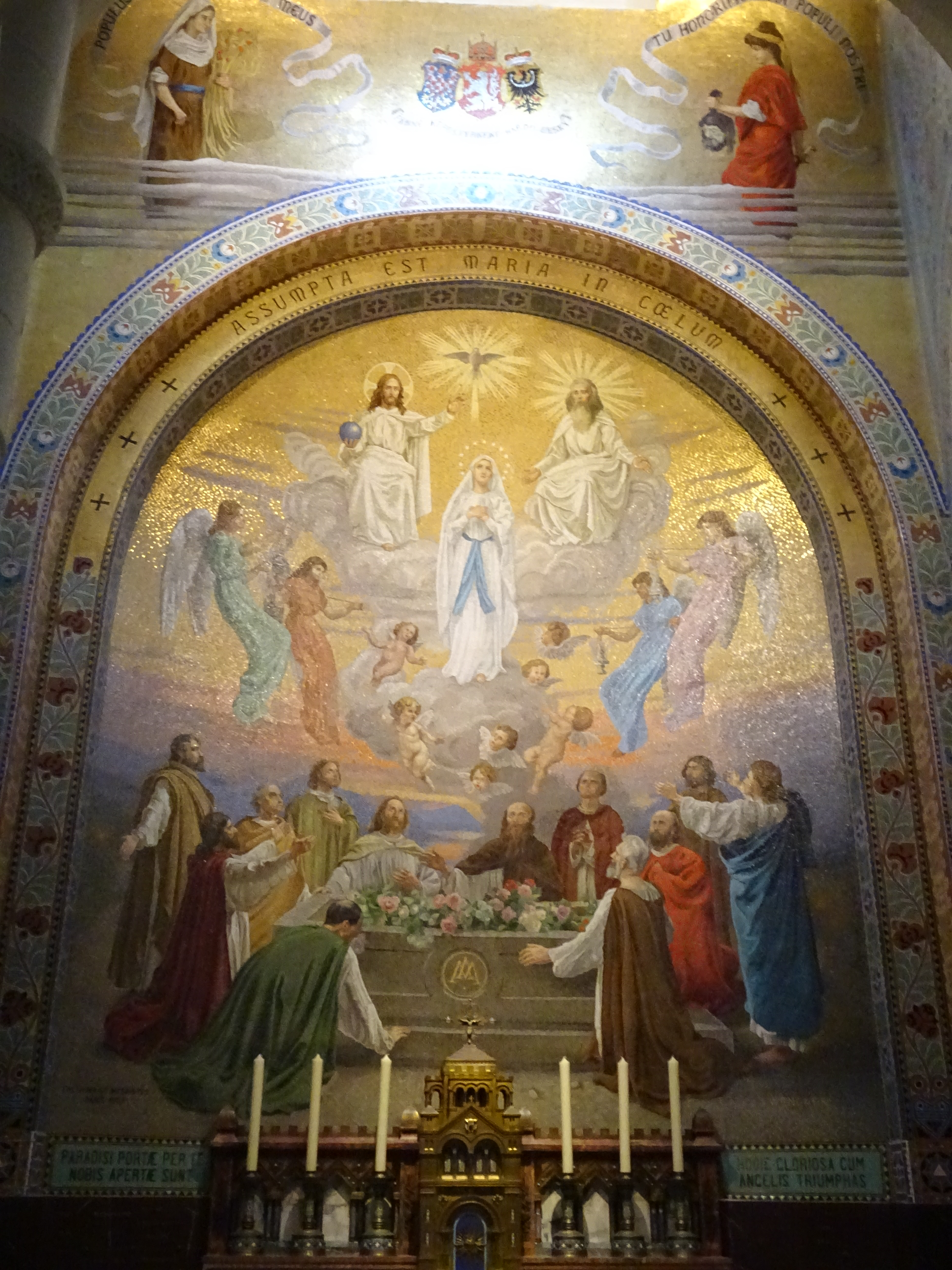
Joseph Wencker, L'Assomption de la Vierge (1907).
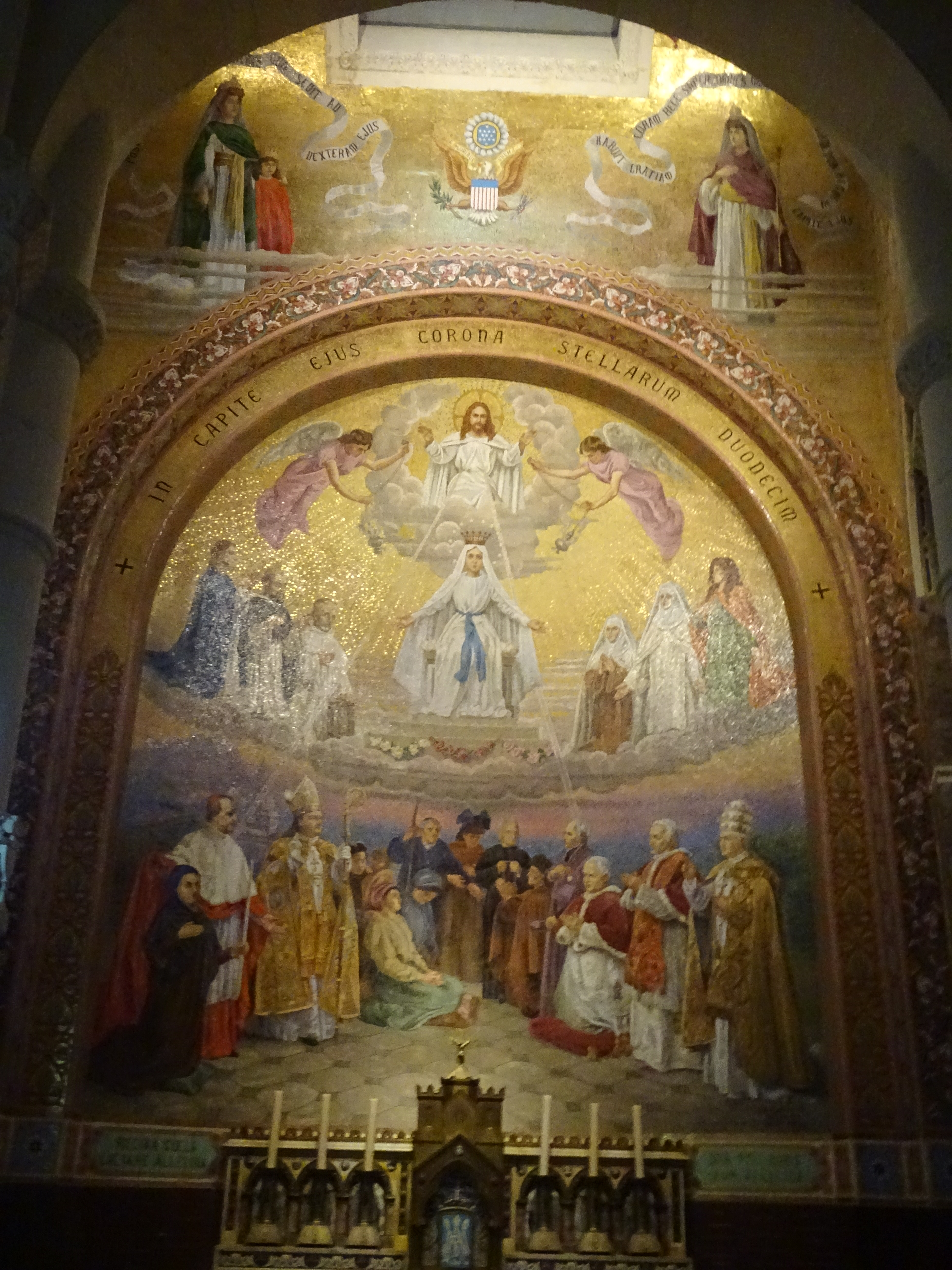
Joseph Wencker, Le Couronnement de la Vierge (1907).

##### Mosaïques extérieures
Les mystères lumineux n’ayant été introduits par le pape Jean-Paul II qu’en 2003, ils sont à l'extérieur de la basilique, répartis pour certains d'entre eux en différents panneaux afin de s'adapter aux espaces plats disponibles, et traduits en mosaïques de style beaucoup plus moderne par l'artiste jésuite slovène Marko Ivan Rupnik :
1. Le Baptême du Christ - Mt 3,13-17 - Mc 1,9-11 - Lc 3,21-22.
2. Les Noces de Cana - Jn 2,1-11.
3. L'annonce du Royaume des Cieux.
4. La Transfiguration - Mt 17,1-9 - Mc 9,1-9 - Lc 9,28-36.
5. L'institution de l'Eucharistie - Mt 26,17-35 - Mc 14,12-25 - Lc 22,14-20.

Mosaïques de la façade
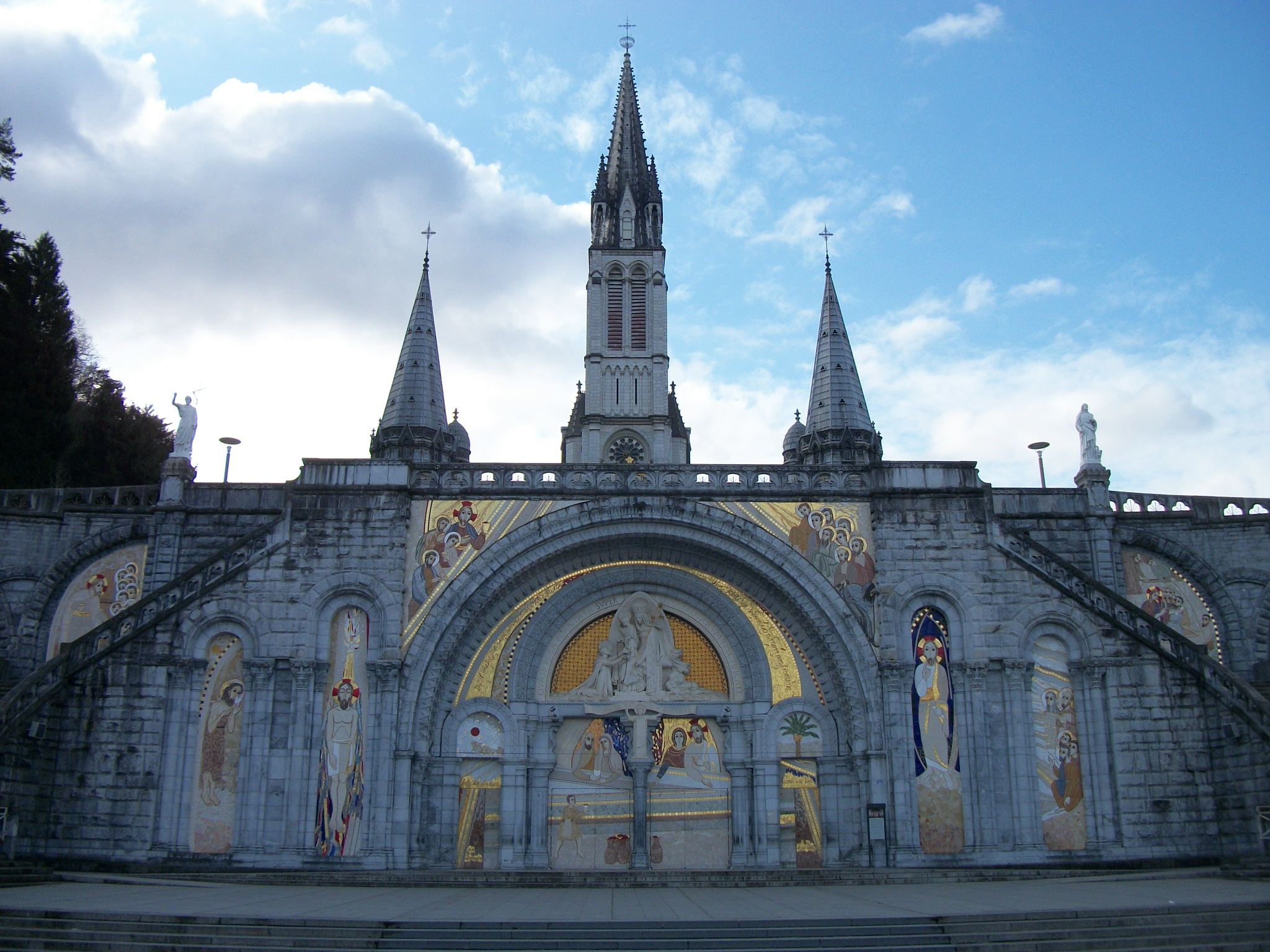
Sur la gauche (derrière les rampes) : L'Annonce du Royaume des Cieux. À gauche : Le Baptême de Jésus. À droite : La Transfiguration. À droite (derrière les rampes) : La Guérison du paralytique.

#### L'orgue

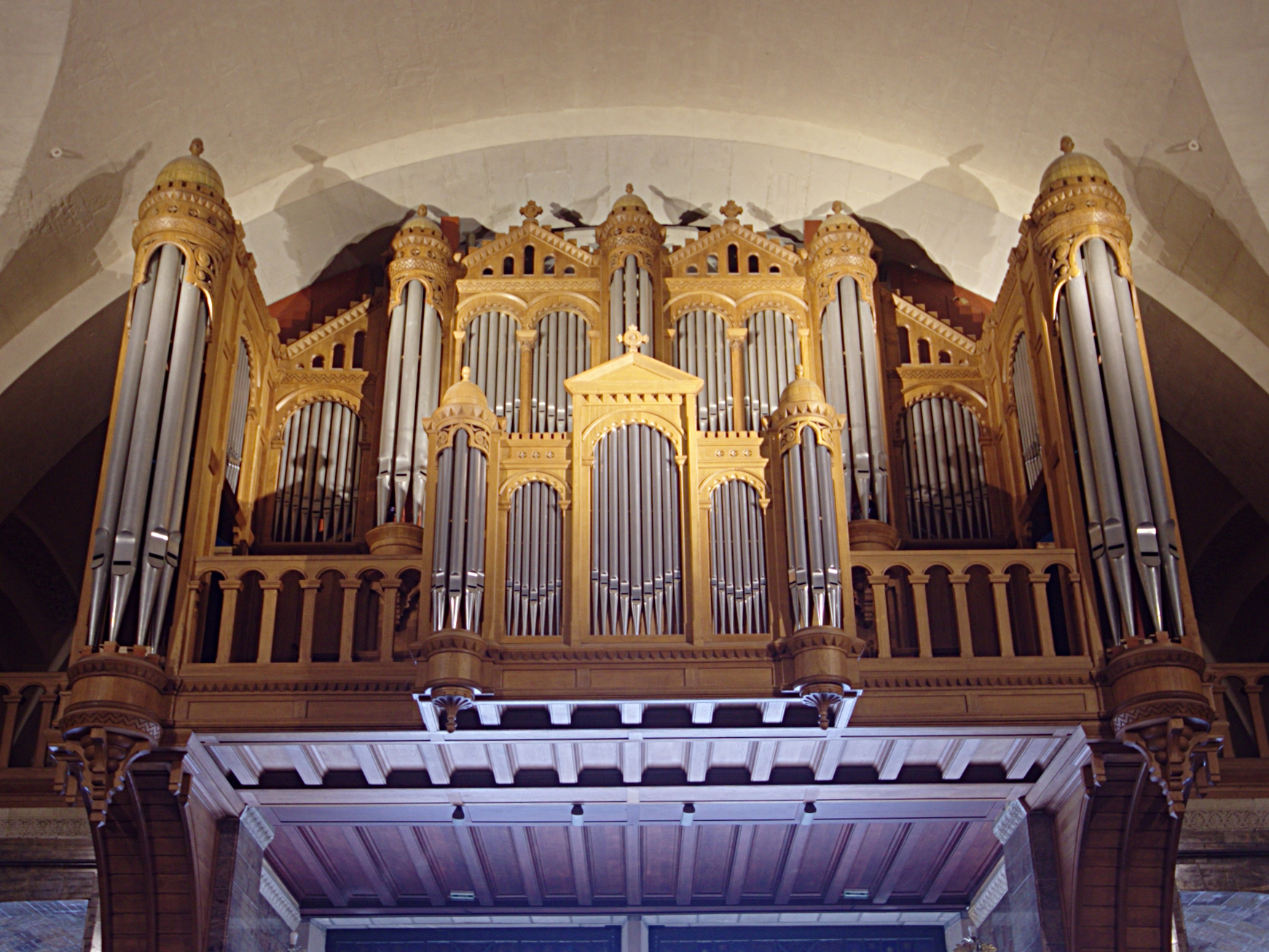
Vue de l'orgue.

L'orgue a été construit en 1897 par Aristide Cavaillé-Coll ; le financement en fut permis par des collectes organisées en réparation des outrages du roman impie d'Émile Zola intitulé Lourdes et mis à l'Index par le pape Léon XIII.
Il fut inauguré par Charles-Marie Widor le 30 mai 1897. Le premier organiste titulaire fut Joseph Antzenberger, remplacé en 1899, par le Père Noël Darros, jusqu'en 1954. Durant toute cette période le grand-orgue est conservé en l'état. En 1955, des modifications sont apportés à l'orgue (suppression de 3 jeux anciens, ajouts ou transformations de quinze jeux, modification de l'harmonie). Ces modifications sont commandées au facteur d'orgues toulousain Maurice Puget.
L'orgue est ensuite modifié par le facteur espagnol Organeria Española d'Azpeitia en 1971, qui assure son électrification. Puis au début des années 2000, il est demandé de restaurer cet orgue dans son état d'origine (retour à l'ancienne tribune et à sa balustrade, restauration de la transmission mécanique d'origine, suppression de tous les ajouts postérieurs - dont l'électrification - suppression de la tuyauterie en zinc et plomb). Ces travaux sont réalisés par l'entreprise Pesce Frères entre 2002 et 2005.
L'orgue possède trois claviers de 56 notes et un pédalier de 30 notes avec transmission mécanique à Barker.

##### Composition
| Grand-Orgue      |           |
| Montre           | 16'       |
| Bourdon          | 16'       |
| Montre           | 8'        |
| Violoncelle      | 8'        |
| Flûte harmonique | 8'        |
| Bourdon          | 8'        |
| Prestant         | 4'        |
| Quinte           | 2.2/3'    |
| Doublette        | 2'        |
| Fourniture       | IV rangs  |
| Cymbale          | III rangs |
| Bombarde         | 16'       |
| Trompette        | 8'        |
| Clairon          | 4'        |

| Positif expressif |            |
| Principal         | 8'         |
| Salicional        | 8'         |
| Bourdon           | 8'         |
| Prestant          | 4'         |
| Doublette         | 2'         |
| Plein-jeu         | IV-V rangs |
| Nazard            | 2.2/3'     |
| Tierce            | 1.3/5'     |
| Piccolo           | 1'         |
| Basson-hautbois   | 8'         |
| Clarinette        | 8'         |
| Trémolo           |            |

| Récit expressif      |         |
| Quintaton            | 16'     |
| Flûte traversière    | 8'      |
| Cor de nuit          | 8'      |
| Gambe                | 8'      |
| Voix céleste         | 8'      |
| Flûte octaviante     | 4'      |
| Octavin              | 2'      |
| Cornet               | V rangs |
| Trompette harmonique | 8'      |
| Voix humaine         | 8'      |
| Clairon harmonique   | 4'      |
| Trémolo              |         |

| Pédale    |     |
| Flûte     | 16' |
| Soubasse  | 16' |
| Basse     | 8'  |
| Bourdon   | 8'  |
| Bombarde  | 16' |
| Trompette | 8'  |